# 2gether: The Series
2gether: The Series (em tailandês:  เพราะเราคู่กัน; RTGS: Phro Rao Khu Kan) é uma série de televisão tailandesa produzida pela GMMTV e exibida pela GMM 25 de 21 de fevereiro a 15 de maio de 2020, estrelada por Vachirawit Chivaaree (Bright) e Metawin Opas-iamkajorn (Win). Uma adaptação do romance tailandês de 2019 Because We...Belong Together de JittiRain, a série segue a história de dois universitários cujo relacionamento romântico falso se transforma em um autêntico. 2gether: The Series emergiu como uma das séries Boys' love de maior sucesso internacional da Tailândia.

## Enredo
Tine (Metawin Opas-iamkajorn) tem um admirador gay na escola chamado Green (Korawit Boonsri). Para tirar Green de vista, seus amigos o convencem a fazer de Sarawat (Vachirawit Chivaaree) seu falso namorado. Depois que sua primeira tentativa falhou, Tine se junta ao clube de música em que Sarawat é membro. Eventualmente, Sarawat concorda com a oferta de Tine, mas chega a um ponto em que pergunta quando o relacionamento falso terminará. A ambiguidade de seu relacionamento mais tarde leva a um conflito entre Tine e Sarawat.

## Prêmios e Indicações
| Ano  | Prêmio               | Categoria                                   | Trabalhar                                       | Resultado |
| ---- | -------------------- | ------------------------------------------- | ----------------------------------------------- | --------- |
| 2020 | Prêmios Maya         | Série de TV do Ano                          | 2gether: A Série                                | Venceu    |
| 2020 | Prêmios Febre 2020   | Prêmio de Melhor Série Dramática Song Fever | "Kan Goo (คั่นกู)" por Bright Vachirawit Chivaaree | Venceu    |
| 2020 | Os 5 Melhores do Ano | Série de TV do Ano                          | 2gether: A Série                                | Venceu    |
| 2021 | Prêmios Fever        | Melhor Série de TV                          | 2gether: A Série                                | Venceu    |
| 2021 | Prêmios de TV Line   | Série do Ano                                | 2gether: A Série                                | Venceu    |
| 2021 | Prêmios de TV Line   | Mais seguidores do ano                      | 2gether: A Série                                | Venceu    |
| 2021 | Prêmios de TV Line   | Conteúdo mais emocionante do ano            | 2gether: A Série                                | Venceu    |
| 2021 | Prêmios de TV Line   | Melhor música tailandesa                    | "Kan Goo (คั่นกู)" por Bright Vachirawit Chivaaree | Indicado  |
| 2021 | 12º Prêmio Nataraja  | Melhor Elenco                               | 2gether: A Série                                | Indicados |
| 2021 | 12º Prêmio Nataraja  | Prêmio de Melhor Canção Dramática           | "Kan Goo (คั่นกู)" por Bright Vachirawit Chivaaree | Venceu    |

## Elenco

### Elenco principal
- Vachirawit Chivaaree (Bright) como Sarawat
- Metawin Opas-iamkajorn (Win) como Tine

### Elenco de apoio
- Sattabut Laedeke (Drake) como Mil
- Thanatsaran Samthonglai (Frank) como Phukong
- Jirakit Kuariyakul (Toptap) como Type
- Chinnarat Siriphongchawalit (Mike) como Man
- Sivakorn Lertchuchot (Guy) como Dim
- Korawit Boonsri (Gun) como Green
- Pluem Pongpisal como Phuak
- Chayakorn Jutamat (JJ) como Ohm
- Thanawat Rattanakitpaisan (Khaotung) como Fong
- Chanagun Arpornsutinan (Gunsmile) como Boss
- Phakjira Kanrattanasoot (Nanan) como Fang
- Pattranite Limpatiyakorn (Love) como Prae
- Phatchatorn Tanawat (Ployphat)
- Benyapa Jeenprasom (View) como Noomnim
- Rachanun Mahawan (Film) como Earn
- Pornnappan Pornpenpipat (Nene) como Air
- Chalongrat Novsamrong (First) como Chat

### Elenco de convidados
- Sarocha Burintr (Gigie) como Pam
- Chiwpreecha Thitichaya (Olive) como Ging
- Wanwimol Jensawamethee (June)

## Recepção
Em 19 de abril de 2020, ultrapassou 100 milhões de visualizações na LINE TV.  Em 2020, foi "Top 10 das séries de televisão mais assistidas" na LINE TV e no YouTube.  . O sucesso da série levou à sequência Still 2gether e 2gether: The Movie. 

## Trilha sonora
- Tit Kap (ติดกับ) por Natthawut Jenmana (Max)[13]
- Khan Ku (คั่นกู) por Vachirawit Chivaaree (Bright)[14]
- Tok Long Chan Khit Pai Eng Chai Mai (ตกลงฉันคิดไปเองใช่ไหม) por Vachirawit Chivaaree (Bright)

### Scrubb
Além da trilha sonora oficial, músicas da banda tailandesa Scrubb foram apresentadas na série,  já que a personagem Tine é fã da referida banda.  Em uma entrevista, JittiRain, a autora, mencionou que ser fã da banda a inspirou a criar a parte musical do romance.  A banda também apareceu no 6º e 13º episódios do programa. 
| Título da música | Título tailandês RTGS               | Tradução para o Português                           | Álbum    | Ano  | Episódio | Ref.          |
| ---------------- | ----------------------------------- | --------------------------------------------------- | -------- | ---- | -------- | ------------- |
| คู่กัน              | Khu Kan                             | Junto                                               | Club     | 2005 | 1        | [ 17 ] [ 18 ] |
| คำตอบ            | Kham Top                            | Responder                                           | Kid      | 2010 | 2        | [ 20 ]        |
| ใกล้              | Klai                                | Fechar                                              | Club     | 2005 | 3        | [ 22 ]        |
| ทุกอย่าง           | Thuk Yang                           | Tudo                                                | Sssss..! | 2003 | 4 6      | [ 25 ]        |
| Ação             | Khao Kan Di                         | Clique                                              | Mood     | 2007 | 5        | [ 27 ]        |
| คนนี้              | Khon Ni                             | Esta pessoa                                         | Kid      | 2010 | 5        | [ 29 ]        |
| ลึกลึก             | Luek Luek                           | Profundo                                            | Clean    | 2013 | 6        | [ 31 ]        |
| ให้เธอ            | Hai Thoe                            | Para você                                           | Lite     | 2008 | 8        | [ 33 ]        |
| Mais             | Rak Ni-ran                          | Amor eterno                                         | Clean    | 2013 | 9        | [ 35 ]        |
| ขอ               | Kho                                 | Desejar                                             | Sssss..! | 2003 | 9        | [ 37 ]        |
| รอยยิ้ม            | Rei Yim                             | Sorriso                                             | Clean    | 2013 | 11       | [ 39 ]        |
| Mais informações | Tho Mun Rop Chan. Chan Mun Rop Thoe | Você gira em torno de mim, eu giro em torno de você | Lite     | 2008 | 11       | [ 41 ]        |
| ฝน               | Fon                                 | Chuva                                               | Season   | 2018 | 12       | [ 43 ]        |
| หนี               | Não                                 | Escapar                                             | Kid      | 2010 | 12       | [ 46 ]        |
| ลืม               | Luem                                | Esquecer                                            | Club     | 2005 | 13       | [ 48 ]        |
| Mais             | Kep Man Ao Wai                      | Mantenha-o                                          | Sssss..! | 2003 | 13       | [ 50 ]        |
| Mais             | Pleng Nun Yung Yoo                  | Essa música ainda está aqui                         | Clean    | 2013 | 13       | [ 52 ]        |
| Mais             | Kep Wai Kap Thoe                    | Mantenha isso com você                              | Mood     | 2007 | 13       | [ 54 ]        |